# Bunjewatzen
Die Bunjewatzen (kroatisch Bunjevci, serbisch-kyrillisch Буњевци, ungarisch bunyevácok) sind eine südslawische Ethnie von überwiegend römisch-katholischer Konfession. Sie leben vornehmlich in der historischen Region Batschka, welche in der heutigen Vojvodina im nördlichen Serbien, in Kroatien (u. a. Senj und Umgebung, Ost-Slawonien, West-Srijem: Ilok, Vukovar, Županja, Vinkovci) und einem Teil von Ungarn liegt (Dreieck Baja-Subotica-Sombor), und sprechen die bunjewakische Mundart, einen ikavisch-štokavischen Dialekt des Serbokroatischen. Nach der Volksbefragung 2002 in Serbien lebten damals 20.012 Bunjewatzen mehrheitlich in der Vojvodina.
Zu Zeiten der Habsburgermonarchie gehörte die Batschka zum Königreich Ungarn. Nach dem Ersten Weltkrieg wurde 1918 der größte Teil dieses Gebiets Serbien angegliedert und ab 1974 Teil der autonomen serbischen Provinz Vojvodina.
Bogoslav Kosović vermutete, der Name sei von der Bunje abgeleitet, einem Kraggewölbebau, in dem das anfänglich von der Transhumanz lebende Hirtenvolk zu übernachten pflegte. Laut Petar Vuković (2020) könnte der Name Bunjevac aus dem Verb „bunjati“ (Unsinn reden) stammen, das von orthodoxen Vlachen verwendet wurde, um ihre Verachtung für katholische Vlachen auszudrücken, und sich auf ihren Gebrauch der lateinischen Sprache in der Kirche bezieht.

## Ethnische Einordnung

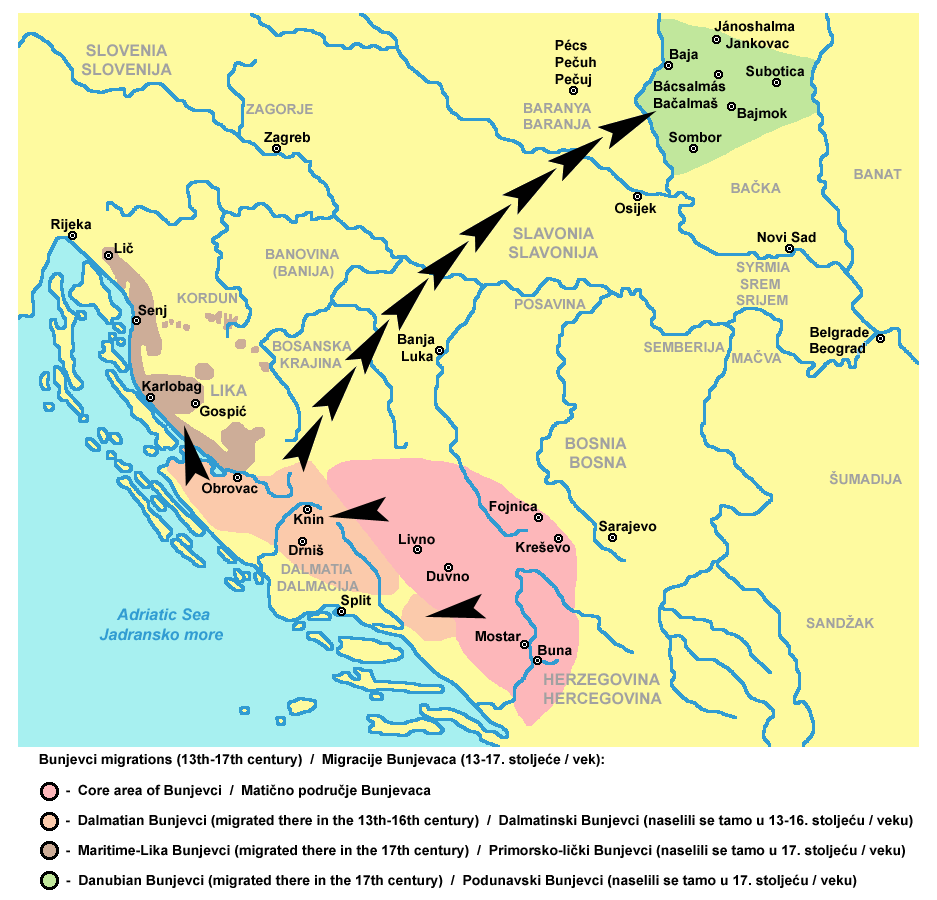

Viele Wissenschaftler (Matija Poljaković, Ante Sekulić,Lajčo Budanović, Ivan Evetović, Petar Pekić, Rudolf Horvat, Matija Evetović, Geza Kikić) nehmen anhand der Sprache, Religion, Familiennamen, Kulturverbindungen und anderer Kriterien an, dass die Bunjewatzen ursprünglich aus den Regionen Dalmatien (Zadar, Ravni kotari, Cetinska krajina), Podgorje (primorski Bunjevci: Senj, Krivi Put, Jablanac, Krasno), der Lika und aus der Herzegowina (das Gebiet um die Buna, Čitluk, Međugorje) stammen und sich im 18. Jahrhundert in Südungarn angesiedelt haben.
In Ungarn und Kroatien werden die Bunjewatzen als Kroaten zusammengefasst, soweit sie sich nicht selbst als Kroaten o.a. deklarieren. Vor allem in Serbien wollen jedoch einige Zehntausend als eine eigene Volksgruppe anerkannt werden. Vor und während der Zeit des Königreichs Jugoslawien und in der jüngeren Geschichte versuchten serbische Ethnologen, die Bunjewatzen der eigenen Volksgruppe zuzurechnen und als „katholische Serben“ zu bezeichnen.
Kulturelles Zentrum der Bunjewatzen aus der Batschka Region ist die Stadt Subotica in Serbien. Kulturelles Zentrum der primorski Bunjewatzen ist die Stadt Senj. In Senj gibt es ein Bunjewatzen-Museum, einen Fußballklub Bunjevac und eine Bunjevačka ulica (Bunjewatz-Straße).

## Geschichte
Die Bevölkerungsgruppe von Bunjewatzen stammt vermutlich von Vlachen oder Illyrern ab, die im Laufe der Zeit meist zum Katholizismus, Islam oder orthodoxen Christentum konvertierten und sich dem aktuellen albanischen, bosnisch-herzegowinischen, kroatischen, griechischen, ungarischen, montenegrinischen und serbischen Nationalkorpus anschlossen. Es wird geschätzt, dass Bunjewatzen sich an neue Herrscher anpassten und über Jahrhunderte kroatisiert, magyarisiert, romanisiert, serbisiert, slawisiert wurden, aufgrund häufiger Massenmigration (u. a. Awaren, Kelten, Goten, Slawen), religiöser Verfolgung, Verschiebung der Landesgrenzen, Aufstieg und Fall von Kaiser- und Königreichen (u. a. Rom, Dalmatien, Osmanen, Habsburg), lokaler Hegemoniekriege, die zu weitreichenden Völkerverschmelzungen führten und zur Verbreitung des štokavischen Dialekts in der Balkanregion.
In den aktuellen kroatischen und ungarischen Bevölkerungsstatistiken taucht die Kategorie „Bunjewatzen“ nicht auf. In Ungarn lehnte es das Parlament 2006 ab, die Bunjewatzen als eigenständige Nationalität anzuerkennen, sodass sie weiterhin als Teil der kroatischen Minderheit gelten.
Verfolgt man die Erwähnungen der Bunjewatzen in historischen Volkszählungen Österreich-Ungarns und später Jugoslawiens, so tauchen diese nur am Rande in einzelnen Vermerken auf und werden von Beginn mit den Serben als Illyrer, Dalmatiner, Serben und Serbokroaten zusammengefasst. Der Beginn der Kroatisierung katholischer Raszier, wie sie aufgrund ihrer Herkunft ebenso genannt wurden, wurde in verschiedenen Sitzungen der kommunistischen Partei schon während des Zweiten Weltkriegs festgelegt. In den kommenden Volkszählungen der Volksrepublik Jugoslawien ab 1945 wurden die Bunjewatzen aufgrund der unterstellten Nichtexistenz einer eigenen Volkszugehörigkeit (narodnost) mit den Schokatzen den Kroaten zugezählt. Hierzu gab es offene Briefe, die eindeutige Anweisungen zur „Korrektur“ der gesammelten Daten aus Volksbefragungen enthalten. Weiterhin machte sich der spätere Staatspräsident Josip Broz Tito in einer Rede am 8. Mai 1945 persönlich für die Kroatisierung der Bunjewatzen stark, indem er dem serbischen Chauvinismus in der Vojvodina die Schuld gab, „wieso dem Kroaten nicht anerkannt wird, dass er Kroate sei“ und als Bunjewatze bezeichnet wird. Erst in der Volksbefragung 1991 nach der Machtübernahme von Slobodan Milošević werden die Bunjewatzen erstmals und nur in Serbien als eigenständige Ethnie in den Volkszählungen aufgeführt. Ihr besonderer Werdegang, der sie zum ersten Mal beim Anschluss mit den Serben der Vojvodina an das Fürstentum Serbien und das zweite Mal nach dem Sturz des titoistischen Erbes 1989 erscheinen lässt, wie auch eine starke Lobbyarbeit Kroatiens verhindern die Thematisierung der Frage der Standardisierung und Anerkennung auf europäischer Ebene.

## Persönlichkeiten
Wissenschaftler:
- Josif Pančić (1814–1888), serbischer Akademiker und Botaniker[18]
- Gaja Alaga (1924–1988), kroatischer Physiker[19][20]
- Mirko Vidaković (1924–2002), kroatischer Akademiker und Botaniker[19]

Schriftsteller:
| - Ivan Antunović - Aleksa Kokić - Ante Evetović-Miroljub - Matija Poljaković - Ivan Kujundžić | - Ivo Prćić junior - Antun Gustav Matoš (1873–1914) - Mijo Mandić (1857–1945) - Josip Buljovčić - Balint Vujkov | - Petar Šarčević (1935–2001) - Petko Vojnić Purčar - Ante Sekulić (1920–2016) - Vojislav Sekelj (1946) - Tomislav Žigmanov (1967) |

Politiker:
- Ivan Antunović[21]
- Ambrozije Šarčević (1820–1899)[24]
- Pajo Kujundžić (1859–1915)[25]
- Ante Pavelić (1889–1959)[26]
- Blaško Rajić (1878–1951)[21]
- Josip Đido Vuković (1890–1950)[27]